# 新田仲太郎
新田 仲太郎（にった なかたろう、1878年〈明治11年〉12月8日 - 1969年〈昭和44年〉12月2日）は、日本の実業家、資産家、愛媛県多額納税者。
内外汽船社長、新田汽船代表、新田中学校（現・新田高等学校）創立者。族籍は愛媛県平民。

## 経歴
愛媛県温泉郡山西村（現在の松山市山西町）出身。新田利平の長男。1892年、15歳で没落寸前の新田家当主となり、家督を相続した。
1896年、叔父・新田長次郎が経営する新田帯革製造所のために、高松でなめし用材料の調達に当たった。1914年迄叔父・新田長次郎の業を援け北海道十勝の新田工場工場長となり、拡張、改良、発達等を計った。
1914年、初めて独立して釧路西幣舞町に住し海運業に身を委ね、傍ら木材の輸出販売業を経営し、1915年5月、神戸に移り総ての営業状態を合資会社に変更した。

## 人物
新田帯革製造所、新田ベニヤ製造所各代表社員・新田長次郎の甥である。愛媛県教育文化賞、愛媛新聞賞、愛媛県功労賞等を受賞した。資産家として知られた。住所は兵庫県神戸市神戸区北長狭通。宗教は真言宗。

## 家族・親族
新田家
家系について新田仲太郎著『風雪九十年 回顧録』によると「新田家の本拠は先祖代々愛媛県松山市山西町で、ふるくから里正（庄屋）の分家の家柄であり、その新田家へ越智郡大井村の大庄屋井手家から利兵衛というひとが養子にきた。以来新田家の戸主となるものは、とおり名として“利兵衛”と呼ばれるようになった。」という。
- 祖父 - 田地1町5・6段歩を所有した[10]。作男をつかい、耕牛数頭を飼っていた[10]。
- 祖母・うた[10]
- 父・利平（本名・兵五郎[8][10]、1853年 - ?、愛媛県平民）[6] - 新田長次郎の兄[8]。斜陽の家に育ち、百姓が嫌いな性質で、「商売が好きだ」と言って家業をかえりみなかった[10]。田地を次々と手ばなした[10]。
- 母・ウメ（1860年 - ?、愛媛平民、竹内孫衛の三女）[6]
- 弟・馬太郎（加藤恒忠と外国へ出張中病の犯す所となり死亡）[11]
- 弟・源一[13]（1894年 - ?、新田商事社長） - 1915年に早稲田大学大学部商科卒業[14]、1917年に分家[13]、住所は東京市芝区新橋[14]。
  - 同妻・ユタカ（1896年 - ?、愛媛、梶川清の姉）[13]
  - 同男[13]
  - 同長女[13]
  - 同二女[13]
- 妹・クラ（1884年 - ?、愛媛士族、澤田安蔵三男・角次郎の妻）[5]
- 妹・トクエ（1889年 - ?、澤田政義の妻）[5]
- 妻・ヨシ（1880年 - ?、愛媛平民、森松平の長女）[6]
- 長男・長稔（1901年 - ?、内外汽船取締役） - 関西学院中学部卒業、宗教は真言宗、住所は神戸市灘区上野町[12]。
  - 同妻（1908年 - ?、愛媛、塩出信雄の長女）[7][12]
  - 同男[12]
  - 同二男[12]
  - 同長女[12]
- 男（1918年 - ?）[5]
- 養子・弘之（1888年 - ?、長女・タマエの夫）[6]
- 女・タマエ（1898年 - ?）[6]
- 女（1920年 - ?）[5]
- 孫・武治[8]（新田学園名誉理事長）

親戚
- 叔父・新田長次郎（新田帯革製造所創業者）

## 著書
- 新田仲太郎『風雪九十年 回顧録』新田勝彦ほか、1968年。